# Соляний шлях (Україна)
Соляний шлях — торговий маршрут (згадуваний літописом під 1170), яким привозили сіль з Криму на Русь.
Він ішов з Київщини вздовж лівого берега Дніпра аж до гирла річки Ворскла, де переходив на правий берег і, прямуючи на південь, оминав велике коліно Дніпра, щоб біля гирла річки Кінська, на Кам'янському перевозі знов перейти на лівий берег. Звідси прямував на Перекоп і далі на Крим.

## Історія
Соляний шлях часто використовувався для транспортування солі з Криму до Київської Русі (звідси й назва), хоча ним возили й інші товари. Починався у Києві. Біля Переяслава містилося одне розгалуження, біля Ромен — друге. Біля гирла р. Ворскли розгалуження з'єднувалося. Далі, починаючи від Переволочної, Соляний шлях ішов правобережжям Дніпра, а поблизу р. Конки повертався на його лівобережжя, біля сучасної Каховки повертав до Перекопа і через нього до Криму.
За версією відомого історика, професора Новоросійського університету Пилипа Карловича Бруна (1804—1879), Соляний шлях поєднував центр древньої Русі не з «зовнішніми» перекопськими соляними озерами, а з розташованими поза Кримським півостровом «внутрішніми» Бердянськими і Генічеськими соляними озерами на узбережжі Азовського моря. Тобто, починаючи від Перевалочної, Соляний шлях ішов правобережжям Дніпра, а поблизу Хортиці повертався на його лівобережжя і прямував вздовж Кінських Вод до її верхів'я і розташованих поруч верхів'їв р. Берди (Каяли — Агарліберт — Берли) і р. Молочної (Сутені — Сюткьолі — р. Сют), а далі вздовж р. Молочної (літописної Сутені) до Молочних і Генічеських озер, або вздовж р. Берди (літописної Каяли) до Бердянських соляних озер відповідно. До 1783 р. територія Північного Приазов'я на південь від Кінських Вод і на захід від Берди входила до складу Кримського ханства. Потім же протягом 100 років була материковою частиною Таврійської губернії Російської імперії. Тому навіть для автора «Исторіи Русов или Малой Россіи», написаної наприкінці XVIII ст., або на початку XIX ст., «кримський степ» починався не за Перекопом, а за Кінськими Водами (Конкою) — лівою притокою Дніпра, що стікає з Приазовської височини.
І, певна річ, сіль, привезена на Київщину козаками або чумаками «з Берди або з Молочних» вважалась кримською, тобто привезеною з Криму. Саме самосадові озера «на Бердах і Молочних» в XVII ст. за свідченням відомого козацького хроніста Самійла Величка (1670—1728) були для запорізьких козаків головною базою забезпечення Запоріжжя і всієї Наддніпрянщини «кримською» сіллю. А на початку XVIII ст., у 1703—1710 рр. за сприяння і з дозволу запорожців, які за свідченням російського історіографа XVIII ст. Герарда Міллера завели «у Азовскаго моря, на устьѣ рѣки Берды селеніе холостыхъ Козаковъ для рыбнаго промысла, съ походною церковью», завантажувались самосадовою «кримською» сіллю кораблі Азовського флоту московського царя Петра I: «Святой Георгий» («Сант Иорий»), «Разженное железо» («Гитейзер»), «Ёж», «Соединение» («Уния», «Энихкейт»), «Меркурий» («Меркуриус»)… Так, приміром, у 1706 р. військові команди Азовського флоту Петра I доставили з «урочища Берди» до Таганрога 28200 пудів самосадової солі, а в 1707 р. — 30564 пуди.

Герб Дрогобича, на якому зображено 9 топок солі

Крім цього шляху, привозили сіль до Київської Русі з чорноморських лиманів також іншими шляхами; врешті, варену, топчасту сіль привозили з Галичини (Калуш, Стрий, Дрогобич).